# Karamjit Singh
Karamjit Singh, né le 29 janvier 1962, dit The Flying Sikh, est un pilote de rallyes malais.

## Biographie
Karamjit Singh commence sa carrière professionnelle de pilote en 1985.
Il participe à 29 épreuves du WRC de 1994 à 2005.
En 2000, il remporte les 12 Heures de Sepang avec Jimmy Low et Tommy Lee pour la marque malaise Proton, ainsi que le Rallye d'Indonésie.
Il est le premier Asiatique vainqueur du championnat du monde des rallyes de voitures de production, organisé par la FIA, dès sa première participation en 2002. Il a ainsi participé à des épreuves du WRC de 2002 à 2005.
En 2002, il remporte également le 6e rallye de Chine (APRC) avec Allen Oh.
Ses écuries furent successivement le Petronas EON Racing Team, le Team Proton Pert Malaysia essentiellement (au volant de véhicules 4WD Proton) jusqu'en 2005, année noire où il perd tout sponsor, puis le Team Templer Motorsport de Alps Freight Logistics en 2007 après deux années d'absence en courses et ce grâce à l'aide du gouvernement malais, le Proton R3 Malaysia Rally Team, et à partir de 2011 le CUSCO Japan team dans le championnat d'Asie-Pacifique.
Il court sur une Proton Satria jusqu'en 2012, après bien des déboires de sponsoring, et reste encore en activité la saison suivante.
Ses copilotes furent chronologiquement Ron Teoh, Allen Oh, et John Bennie.

## Palmarès

### Titres
- 1997: Champion d'Asie-Pacifique des rallyes des voitures du Groupe N, sur Proton Wira;
- 2000: Champion d'Asie-Pacifique des rallyes des voitures du Groupe N, sur Proton Pert;
- 2001: Champion d'Asie-Pacifique des rallyes (APRC), sur Proton Pert (issue de la Mitsubishi Lancer Evolution);
- 2001: Champion d'Asie-Pacifique des rallyes des voitures du Groupe N, sur Proton Pert;
- 2002: Champion du Monde des rallyes des voitures de production (P-WRC), sur Proton Pert;
- 2002: Champion d'Asie-Pacifique des rallyes, sur Proton Pert;
- 2004: Champion d'Asie-Pacifique des rallyes, sur Proton Pert;
- 2003: vice-champion d'Asie-Pacifique des rallyes, sur Proton Pert.

### 8 victoires en APRC
- Rallye de Malaisie: 2001;
- Rallye de Nouvelle-Calédonie: 2002;
- Rallye de Chine Shaoguan: 2002;
- Rallye de Thaïlande: 2003;
- Rallye d'Inde: 2003 et 2004;
- Rallye de Rotorua: 2004;
- Rallye d'Hokkaido (rallye du Japon): 2004.